# Wheeler Yuta
Paul Gruber (Filadélfia, 26 de outubro de 1996), mais conhecido por seu nome no ringue, Wheeler Yuta (às vezes estilizado como Wheeler YUTA), é um lutador profissional americano. Trabalha para a All Elite Wrestling (AEW), onde é o atual AEW World Trios Champion com seus parceiros Cláudio Castangnoli e Pac. Yuta foi ex-Campeão Puro da ROH, é membro do grupo Blackpool Combat Club e, além de aparecer na AEW, também faz aparições na Ring of Honor (promoção irmã da AEW) e na New Japan Pro-Wrestling (NJPW) do Japão, onde foi anteriormente um membro do grupo Caos.

## Início de vida
Yuta é filho de um suboficial mestre americano da Marinha dos Estados Unidos e de sua esposa japonesa, que conheceu enquanto estava em serviço. Yuta nasceu no Havaí antes de a família se mudar para a Carolina do Sul e depois voltou para a cidade natal de seu pai, Filadélfia.

## Carreira no wrestling profissional

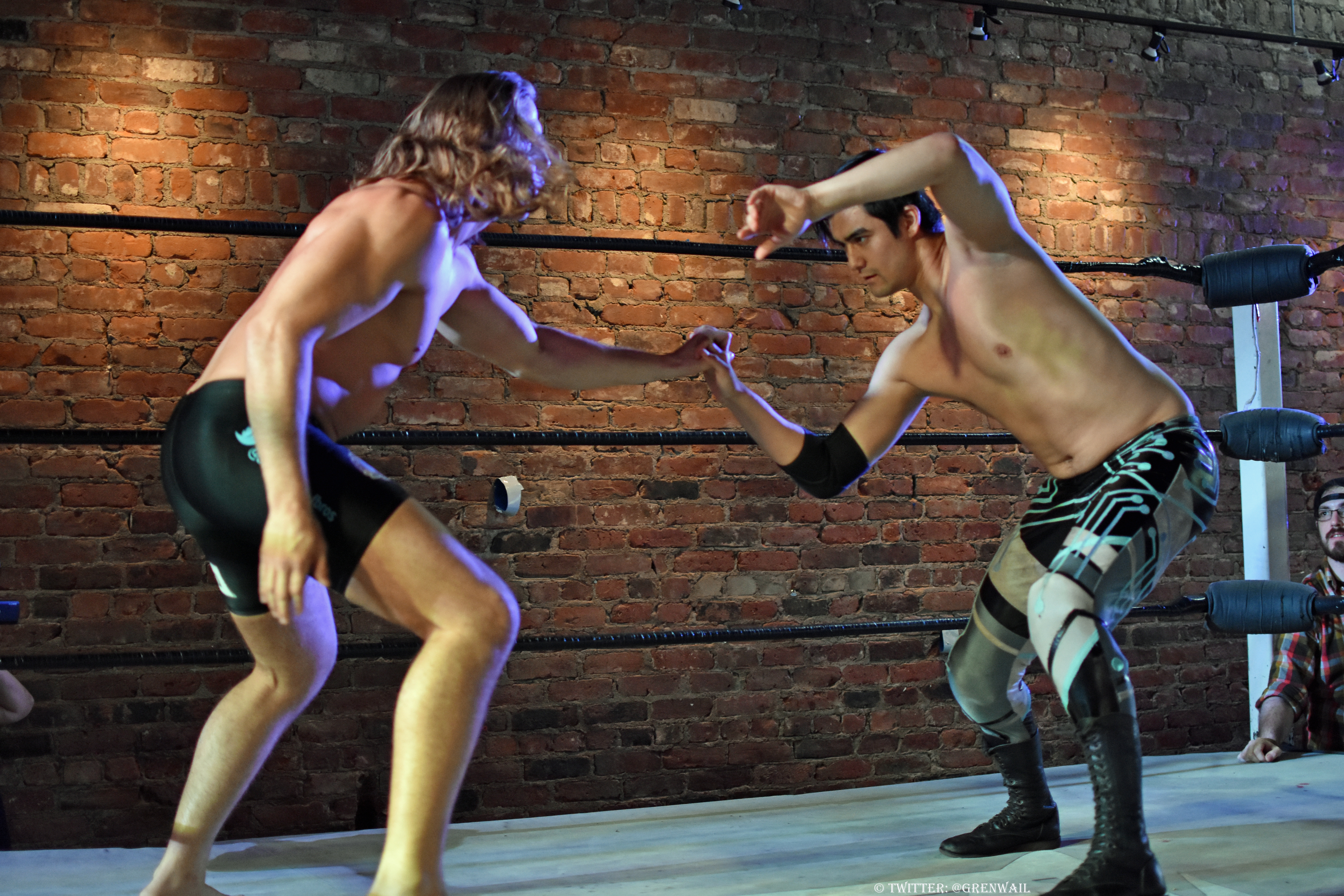
Os lutadores profissionais americanos Matt Riddle e Wheeler Yuta durante uma luta em maio de 2018

### Início da carreira (2014–2020)
Yuta estreou em 2014. Fez sua estreia na Combat Zone Wrestling (CZW) no final de 2015 e apareceu consistentemente pela CZW até o final de 2016. Em 5 de outubro de 2017, no One Shot, fez sua estreia na Major League Wrestling (MLW ) em uma derrota para MJF. Sua última luta pela promoção seria em 2019 contra o Low-Ki.

### Ring of Honor (2020, 2022–presente)
Yuta fez sua estreia pela Ring of Honor (ROH) na primeira rodada do ROH Pure Tournament, onde foi derrotado por Jonathan Gresham.
Após a compra da Ring of Honor por Tony Khan, foi anunciado que Yuta enfrentaria Josh Woods no revivido Supercard of Honor XV pelo ROH Pure Championship. No evento, Yuta derrotou Woods para conquistar o título. No episódio do AEW Dark de 24 de maio de 2022, que foi ao ar quase dois meses após sua luta no Supercard of Honor XV, Yuta defenderia com sucesso o ROH Pure Championship contra Woods em uma revanche. Yuta mais uma vez defendeu o título no episódio de 29 de junho do Dark, derrotando Tony Nesse. Após a luta, Yuta foi atacado pela 2point0 e Daniel Garcia. Isso levou a uma luta entre Garcia e Yuta pelo título no Death Before Dishonor, na qual Yuta manteve o título com sucesso. Yuta perdeu o título no episódio de 7 de setembro do AEW Dynamite para Garcia, encerrando seu reinado em 159 dias.
Em 10 de dezembro de 2022, Yuta recuperou o ROH Pure Championship de Garcia no Final Battle, tornando-se por sua vez a primeira pessoa a deter o título em mais de uma ocasião. Em 18 de janeiro, Yuta fez sua primeira defesa de título contra Hagane Shinno no The Jay Briscoe Celebration of Life. Após o início da programação da ROH no Honor Club, Yuta defendeu com sucesso o título contra Timothy Thatcher. Após a luta, Yuta convocou o NJPW LA Dojo, fazendo com que Clark Connors, graduado em dojo, confrontasse Yuta em busca de uma chance pelo título, que Yuta concedeu. Na semana seguinte, Yuta derrotou Connors para reter o título . Após a luta, Yuta desafiou o treinador do LA Dojo, Katsuyori Shibata. Em 30 de março, após reter com sucesso o título contra Leon Ruffin, Yuta foi confrontado por Shibata, estabelecendo sua luta pelo título no dia seguinte no Supercard of Honor. No evento, Yuta perdeu o Pure Championship para Shibata, encerrando seu segundo reinado em 111 dias.

### All Elite Wrestling (2021–presente)
No episódio de 29 de junho de 2021 do Dark: Elevation, Yuta fez sua estreia na All Elite Wrestling (AEW) contra Karl Anderson, e apareceria consistentemente nos programas da AEW no YouTube ao longo dos próximos meses. Yuta também se juntou aos Best Friends, onde substituiu o lesionado Trent Beretta em lutas de trios. No episódio de 10 de novembro do Dynamite, Rocky Romero anunciou que os Best Friends se tornariam um subgrupo dentro do grupo Chaos da NJPW, e eles representariam o grupo na AEW. No episódio de 30 de março de 2022 do Dynamite, após Yuta ser derrotado por Bryan Danielson, ele fez menção de se juntar ao grupo do Blackpool Combat Club. O episódio de 8 de abril do Rampage viu Yuta perder em uma luta muito disputada para Jon Moxley, o que o levou a ingressar no BCC, após ser recebido pelo líder William Regal.
No episódio de 8 de março de 2023 do Dynamite, depois que Moxley e Claudio Castagnoli derrotaram os membros da Dark Order John Silver e Alex Reynolds, Yuta junto com Moxley e Castagnoli atacaram Hangman Page, tornando-se heel pela primeira vez em sua carreira na AEW.

### New Japan Pro-Wrestling (2021–presente)
Em abril de 2021, Yuta fez sua estreia na New Japan Pro-Wrestling (NJPW) com a subsidiária americana da promoção, aparecendo no NJPW Strong. Em 1º de maio de 2022, Yuta foi anunciado para competir no 29º torneio Best of the Super Juniors como parte do Bloco B. Yuta terminou com um recorde de cinco vitórias e quatro derrotas, resultando em 10 pontos, não conseguindo avançar para as finais. No dia da final do torneio, Yuta, Ace Austin, Alex Zayne e El Lindaman derrotaram Robbie Eagles, Yoh, Clark Connors e Titán em uma luta de quartetos.

### Pro Wrestling Guerrilla (2022–presente)
Em janeiro de 2022, Yuta fez sua estreia pela Pro Wrestling Guerrilla (PWG) no Battle of Los Angeles. Ele derrotou Blake Christian na primeiro rodada, mas foi derrotado na segunda rodada por Mike Bailey.

## Títulos e prêmios
- Chikara
  - Chikara Young Lions Cup (1 vez)[29][30][31]
- Combat Zone Wrestling
  - Dramatic Destination Series (2016)[32][33]
  - Trifecta (2018)[34][35]
- Dojo Pro Wrestling
  - Dojo Pro White Belt Championship (1 vez)[36][37][38]
- NOVA Pro Wrestling
  - Men's Commonwealth Cup (2018)[39][40]
- Pro Wrestling Illustrated
  - A PWI o colocou em 43º dos 500 melhores lutadores da PWI 500 em 2022[41]
- Powerbomb.tv
  - IWTV Independent Wrestling World Championship (1 vez)[42][43][44]
- Ring of Honor
  - ROH Pure Championship (2 vezes)[45][46]